# Edenburg
Edenburg es un lugar designado por el censo ubicado en el condado de Berks en el estado estadounidense de Pensilvania. En el año 2010 tenía una población de 681 habitantes y una densidad poblacional de 425,6 personas por km².

## Geografía
Edenburg se encuentra ubicado en las coordenadas 40°33′58″N 75°57′34″O / 40.56611, -75.95944.. Según la Oficina del Censo de los Estados Unidos, Edenburg tiene una superficie total de 0,61 mi² (1,6 km²), de la cual 0,58 mi² (1,5 km²) corresponden a tierra firme y 0,03 mi² (0,1 km²) es agua.